# Andre Frolov
Andre Frolov (Emmaste, 18 aprile 1988) è un calciatore estone, centrocampista del Nõmme United.